# Indreholmen
Indreholmen est une île norvégienne dans le comté de Hordaland. Elle appartient administrativement à Austevoll.

## Géographie
Rocheuse et couverte d'une légère végétation, elle s'étend sur environ 492 m de longueur pour une largeur approximative de 197 m. Aménagée, elle est traversée au sud par une route et diverses entreprises y sont installées. Elle compte aussi trois pontons d'embarquement. 